# Yamāma

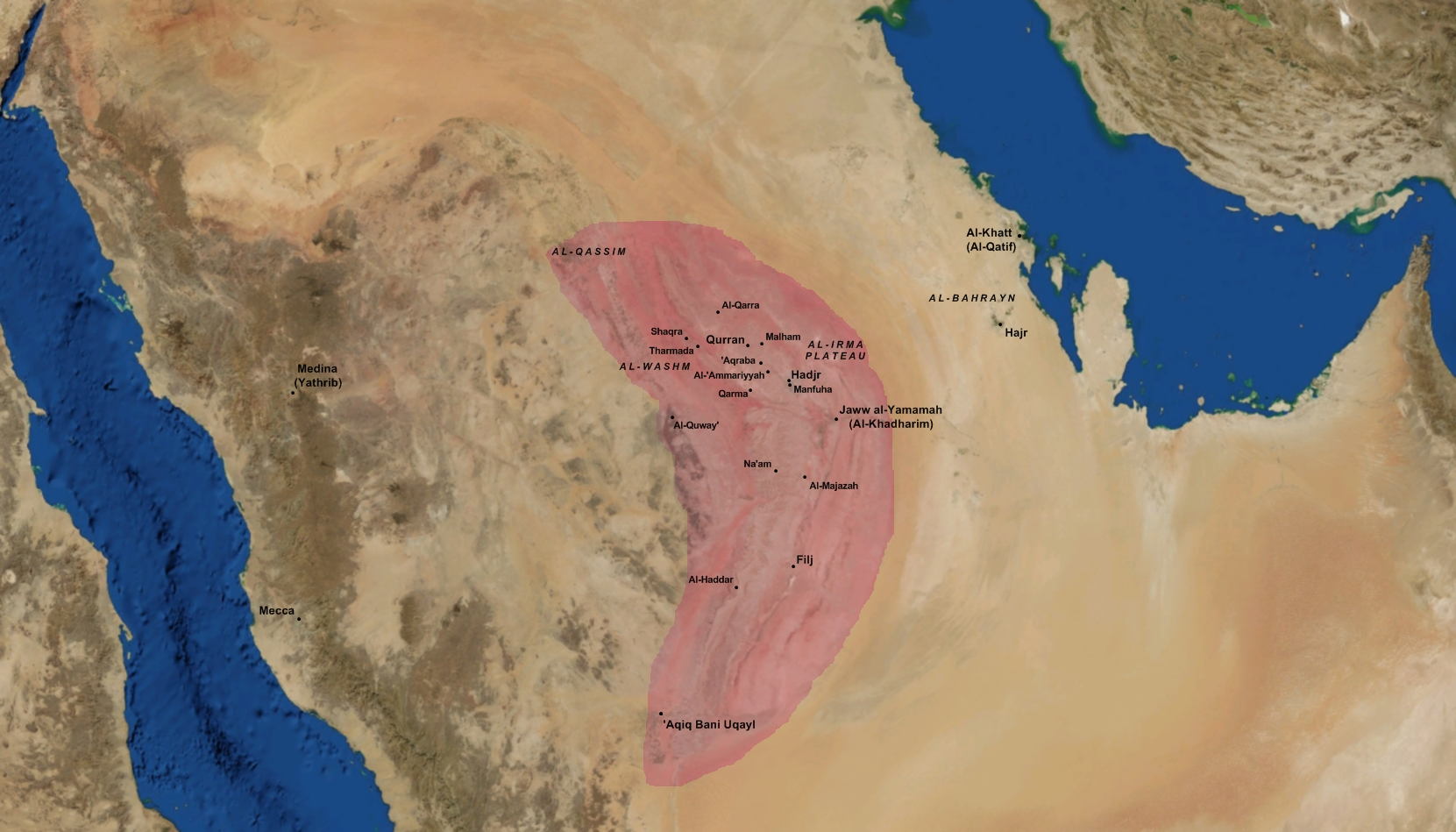
Il distretto storico della Yamāma nella sua più ampia estensione, così come descritto dal geografo arabo Yaqut (XIII secolo) e da al-Hamdānī (X secolo), con alcuni dei più importanti insediamenti della regione nell'età della preislamica e del primo Islam.

La Yamāma (in arabo اليمامة‎?, al-Yamāma, lett. "colomba") è un antico distretto arabo che si estende nella parte orientale dell'altopiano del Najd, oggi nella moderna Arabia Saudita, ma talvolta, più specificamente, il termine può essere riferito all'antico villaggio (ora scomparso), di Jaww al-Yamāma, presso al-Kharj, dai cui resti la regione avrebbe tratto il suo nome. 
Essa fu abitata tra l'epoca preislamica (V-VI secolo) dalla tribù dei Banu Hanifa e fu teatro delle battaglie della cosiddetta Guerra della ridda, immediatamente dopo la morte di Maometto, all'epoca del primo califfo Abū Bakr.  
Il nome è gradualmente diventato un sinonimo di "Najd", di cui in realtà la Yamāma è solo una parte.